# Paul Hamilton (Schiff, 1995)
Die USS Paul Hamilton (DDG-60) ist ein Zerstörer der United States Navy und gehört der Arleigh-Burke-Klasse an. Sie wurde benannt nach Paul Hamilton, dem vierten United States Secretary of the Navy.

## Geschichte
Die Paul Hamilton wurde 1990 bei Bath Iron Works in Auftrag gegeben und im August 1992 dort auf Kiel gelegt. Nach einem Jahr im Trockendock folgten fast zwei Jahre für die Endausrüstung und Werfterprobungsfahrten, Ende Mai 1995 wurde der Zerstörer bei der Navy in Dienst gestellt.
1997 verlegte die Hamilton aus ihrem Heimathafen Pearl Harbor auf Hawaii in den Pazifik, besuchte dabei im April des Jahres mehrere Häfen in Australien. 2000 nahm der Zerstörer als Teil der Kampfgruppe um die Abraham Lincoln an der multinationalen Übung RIMPAC teil. 2002 folgten Fahrten in Unterstützung der Operation Enduring Freedom. Noch auf derselben Fahrt startete Operation Iraqi Freedom, die Paul Hamilton schoss während dieser die meisten BGM-109 Tomahawk aller Marineeinheiten ab. Im April 2003 kehrte sie, nach 9 Monaten Fahrt, nach Pearl Harbor zurück. 2005 folgte die nächste Verlegung ins Südchinesische Meer. Anfang 2007 lief das Schiff als Teil der Gruppe um die John C. Stennis aus und nahm im August an der Übung Valiant Shield teil. 2008 war die Hamilton wieder an der Übung RIMPAC beteiligt.
Am 1. November 2008 nahm der Zerstörer an einem Test der National Missile Defense teil. Die Hamilton schoss mit einer Standard Missile 3 eine ballistische Kurzstreckenrakete ab. Ihr Schwesterschiff Hopper verfehlte bei dem verbundenen Test ihr Ziel. Im Sommer 2010 nahm die Paul Hamilton dann wieder an RIMPAC teil.